# Джо Луис Арена
«Джо Луис Арена» (англ. Joe Louis Arena) — демонтированный спортивный комплекс в Детройте, Мичиган (США), открытый в 1977 году. С 1979 по 2017 годы являлся домашней ареной команды Национальной хоккейной лиги «Детройт Ред Уингз», а также местом проведения различных спортивных мероприятий по нескольким видам спорта.
В 2009 году на арене проходила ППВ шоу федерации рестлинга WWE Королевская битва.
После сезона 2016/2017 команда «Детройт Ред Уингз» объявила о переезде на новую арену «Литл Сизарс Арена» (англ. Little Caesers Arena).